# Бэрри, Джон Декейтер
Джон Декейтер Бэрри (англ. John Decatur Barry; 21 июня 1839 — 24 марта 1867) — американский военный, участник гражданской войны, командир 18-го северокаролинского полка, а впоследствии — бригады Северовирджинской армии. Известен как человек, по ошибке отдавший приказ стрелять по генералу Джексону во время сражения при Чанселорсвилле.

## Ранние годы
Бэрри родился в городе Уилмингтон (Северная Каролина), и учился в Университете Северной Карлины в Чапел-Хилл.

## Гражданская война
Когда началась Гражданская война, Бэрри записался в роту «I» 18-го Северокаролинского пехотного полка. 24 апреля 1862 года он был избран капитаном этой роты. Полк входил в состав бригады Лоуренса Брэнча, и Бэрри принял участие во всех сражениях «Лёгкой дивизии» генерала Хилла. Во время кампании на полуострове Бэрри был ранен в сражении при Глендейле.
После сражения при Энтитеме Бэрри получил звание майора. В мае 1863 года в сражении при Чанселорсвилле был убит командир полка, полковник Томас Парди, а затем ранен сменивший его подполковник Форни Джордж. Бэрри принял командование. 2 мая генерал Томас Джексон проводил рекогносцировку и возвращался обратно через позиции 18-го северокаролинского полка. Солдаты приняли всадников за кавалерийскую атаку противника и Бэрри приказал открыть огонь.
Генерал Лэйн впоследствии вспоминал:
…майор, впоследствии полковник Джон Бэрри, командир 18-го северокаролинского пехотного, правый фланг которого стоял на дороге, сообщил мне, что он ничего не знал об уходе Джексона и Хилла за линию фронта, что он не мог в темноте отличить друзей от врагов, а также ввиду густого подлеска. Вскоре после того, как началась перестрелка, он услышал топот лошадей и крики кавалеристов и, зная, что он стоит на передовой и впереди только враги, он не только приказал открыть огонь, но и велел продолжать, полагая, что это враги, а крики «своих» всего лишь уловка. 
В книге Джеймса Брайанта сцена описана так: «После первого залпа лейтенант Джозеф Моррисон, родственник Джексона и один из его штабных офицеров, находившихся вместе с ним, поскакал к конфедератам, крича: 'Прекратите стрельбу! Вы стреляете по своим!' Голос майора Джона Бэрри, командира 18-го северокаролинского на этом участке, прозвучал в ответ: 'Чей это приказ? Это ложь, стреляйте, ребята!'»
В том же сражении было утрачено знамя 18-го северокаролинского. Генерал Генри Хет в своем рапорте цитирует отчёт Бэрри о том, как именно это произошло.
Через месяц полк Бэрри участвовал в Геттисбергской кампании и участвовал в «атаке Пикетта» под Геттисбергом. Бригадный генерал Лэйн писал в отчете, что Бэрри был гордостью своего полка, который, в свою очередь, проявил себе очень хорошо.

## Послевоенная деятельность
После капитуляции армии Юга Бэрри прожил ещё два года. Вернувшись домой с подорванным здоровьем, он стал редактором газеты в Уилмингтоне. Он умер 24 марте 1867 года. Друзья говорили, что он умер потому, что его сердце не выдержало вины за убийство Джексона. Существует мнение, что он покончил с собой.
Его похоронили на кладбище Оакдейл-Семетери в Уилмингтоне.